# Савкина, Елена Владимировна
Елена Владимировна Самойленко (в девичестве — Савкина) (род. 21 июня 1995 года) — российская волейболистка, выступающая на позициях доигровщицы и центральной блокирующей.

## Биография
Родилась 21 июня 1995 года. Играла за молодёжную команду московского «Луча». С 2014 по 2017 год выступала за команду «Протон». С 2017 по 2018 год играла за французский клуб «Рошвиль», с 2018 по 2019 год — за «Мужен». С 2019 по 2021 год вновь выступала за «Протон».
С 2021 по 2022 год играла за турецкий «Мерсин». В 2022—2023 годах выступала за филиппинский «ПЛДТ». С 2023 года играет за казахский «Туран».
Окончила Российский государственный университет физической культуры, спорта, молодёжи и туризма.

## Достижения

### С клубами
- Бронзовый призёр Кубка России 2016
- Чемпион России молодежной команды Протон  2015